# زیره‌سوویر
زیره‌سوویر (انگلیسی: Ziresovir) (RO-0529، AK0529) یک داروی ضد ویروسی است که به عنوان درمانی برای ویروس سن‌سی‌شیال تنفسی ساخته شده است. این دارو به عنوان یک مهارکننده نفوذ ویروس عمل می‌کند و نتایج خوبی در آزمایش‌های بالینی فاز II نشان داده است.